# Hahnebohm

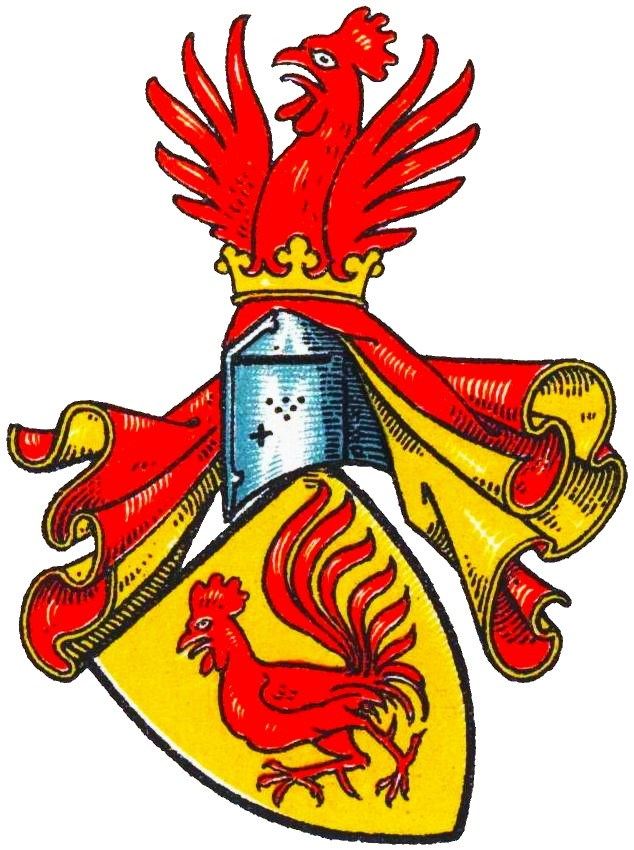
Wappen derer von Hahnebohm (Hahnebom) im Wappenbuch des Westfälischen Adels

Hahnebohm (auch: Hahnebom, Hahneboom, Hanebom o. ä.) ist der Name eines erloschenen westfälisch-baltischen Adelsgeschlechts.

## Geschichte
Das Geschlecht stammt aus dem Stift Herford in Westfalen, wo es schon im 15. Jahrhundert als stiftsmäßiger Adel galt. Bereits 1297 erscheint ein Richter Hermann Hanebom in der Stadt Bielefeld, möglicherweise derselbe noch 1322 und 1323. 1392 war ein Wessel Hanebom und 1496 ein Johann Hanebom Bürgermeister Bielefelds. Für eine Hufe bzw. halbe Hufe zu den Brüggen im Kirchspiel Bielefeld liegt eine Lehnshistorie an die Familie Hahnebohm von der ersten Hälfte des 15. bis Ende des 16. Jahrhunderts vor. Lehnsnehmer waren 1424 Wessel Hanebom, Wessels Sohn, 1483 Johann Hanebom, 1527 Wilhelm Hanebom, Johanns Sohn, 1535 und 1541 Wessel Hanebom, Kanoniker zu Bielefeld, sowie 1577 und 1596 Joachim Hanebom. Ein Wessel Hanebom war 1521 Ratsmann der Stadt Herford. Später war vermutlich derselbe Bürgermeister von Herford. 1559 war er verstorben. 1533 erhielt Johann Hanebom, Sohn des verstorbenen Wilhelm Hanebom, die Güter Aldermans Haus und Sylemans Haus, beide im Kirchspiel Heepen, wie sein Vater vom Stift Herford zum Lehen. 1580 war Caspar Hanebom, Dechant und Schatzmeister der Kirche von St. Johann und Dionys des Stifts Herford.
Noch zur Ordenszeit kam einer des Geschlechts nach Kurland und wurde dort mit Alt-Abgulden belehnt. Die Belehnung erfolgte 1566 aufs Neue für Heinrich von Hahnebohm, der mit Gertrud von Krummess verheiratet war. Ihre Söhne Thiess und Behrendt von Hahnebohm traten das Gut nach zunächst gemeinschaftlichen, später (1566–1579) alleinigen Besitz des Behrendt an ihren Bruder Heinrich von Hahnebohm ab. Dieser gab es bald darauf an Rötger von Ascheberg ab.
Ein von Hahnebohm wurde laut Ritterbankabschied vom 18. Juli 1634 sub Klasse I Nr. 88 in Kurland bei der Adelsmatrikel verzeichnet, nachdem er 1631 wegen noch nicht genügenden Adelsbeweises abgewiesen worden war. Sein Sohn Matthias Heinrich von Hahnebohm kaufte 1675 Alt-Abgulden nebst Feldhoff, genannt Alauen zurück. Sein Enkel war wahrscheinlich Otto-Wilhelm von Hahnebohm, Capitain-Leutnant auf Alt-Abgulden. Dieser war in erster Ehe mit Gertrude von Schröders, Tochter des Gotthardt Schröders auf Usecken, und in zweiter Ehe mit Maria Elisabeth von Liewe verheiratet. Letztere besaß Alt-Abgulden noch 1725 und verpfändete Bittenhof. Ihre Tochter u. a. eine Tochter namens Maria Anna, die mit Alex von Liewe verheiratet war und sich 1720 wegen Alauen mit ihrem Vater verglich, und einen Sohn namens Reinhold Gottfried von Hahnebohm, Landschaftsleutnant. Letzterer trennte Alauen und Bittenhof von seinem Gut Alt-Abgulden ab und verkaufte diese 1734. Seine Ehefrau war Dorothea Gottliebe geb. von Lieven. Sie hatten drei Kinder:
- Johann Ernst Wilhelm von Hahnebohm († vor 1782 ohne Erben?), Erbherr auf Alt-Abgulden
- Carl Christopher Sigismund von Hahnebohm († vor 1778)
- Maria Sibylla von Hahnebohm, vermählt mit Gerhard Wilhelm von Ascheberg auf Ringen

## Wappen
Blasonierung: In Gold ein schreitender roter Hahn. Auf dem bekrönten Helm mit rot-goldenen Helmdecken der Hahn wachsend mit erhobenen Flügeln.